# Val Meledrio
La Val Meledrio, detta anche Val della Selva o semplicemente Selva, è una valle alpina del Trentino, laterale della Val di Sole.

## Geografia
La valle segue un andamento Nord-Sud e collega la Val di Sole alla Val Rendena, delimitando i confini tra il Gruppo della Presanella nord orientale e le Dolomiti di Brenta settentrionali. La valle è attraversata dal torrente Meledrio il quale si immette nel torrente Noce presso Dimaro. 
Si tratta di una valle di origine fluviale, costituita prevalentemente da rocce calcaree.